# 鄭寶 (明朝)
鄭寶（15世紀—1513年），字時珍，福建興化府莆田縣人，明朝政治人物。

## 生平
鄭寶是成化十九年（1483年）癸卯科福建鄉試舉人，授博羅教諭，陞鬱林州同知，上級以其才幹代理北流知縣，流賊李通寶等人聚黨千人攻劫縣治，月餘不離去，他選取勁卒百餘人督兵出戰，殺死三十多名賊人，對方稍退卻，他乘勝逐離流寇，卻眾寡不敵被殺，兒子鄭宗珪看見戰事不利，與賊人作戰亦以身殉死，二人均死在北流鯉魚石虎躍灘，朝廷得知後追贈鄭寶為知州，讓他另一位兒子鄭宗道入國子監讀書，立忠孝祠祭祀。

## 引用
1. 1 2  光緒《莆田縣志·卷十八·人物志》：鄭寶，字時珍，成化癸卯鄉薦，授博羅教諭，遷鬱林州同知，當道廉其才，檄署北流縣，會賊徒李通寶等聚黨千餘攻劫縣治，更月餘不引去，寶乃持必死心，經略庫藏案牘，選勁卒百餘人，從間道護至州，遂督兵出戰，數陷堅身被十餘創死。子宗珪遙見□戰不利，輒躍馬馳捄亦被創，父子同死，事聞武宗嘉其忠，贈本州知州，廕子宗道入監。
2. ↑  光緒《鬱林州志·卷十四·宦績錄》：鄭寶，字時珍，福建莆田人，正德間同知州事，署北流縣篆，妖賊李通寶倡亂犯縣城，寶率兵禦之，殺賊三十餘人，賊稍卻乘勝逐之，以眾寡不敵死，其子宗珪聞難復，與賊戰亦以身殉，相繼死於北流之鯉魚石虎躍灘，事聞贈本州知州，廕一子入國學，立忠孝祠以祀。 通志